# Rzeszowskie Towarzystwo Fotograficzne

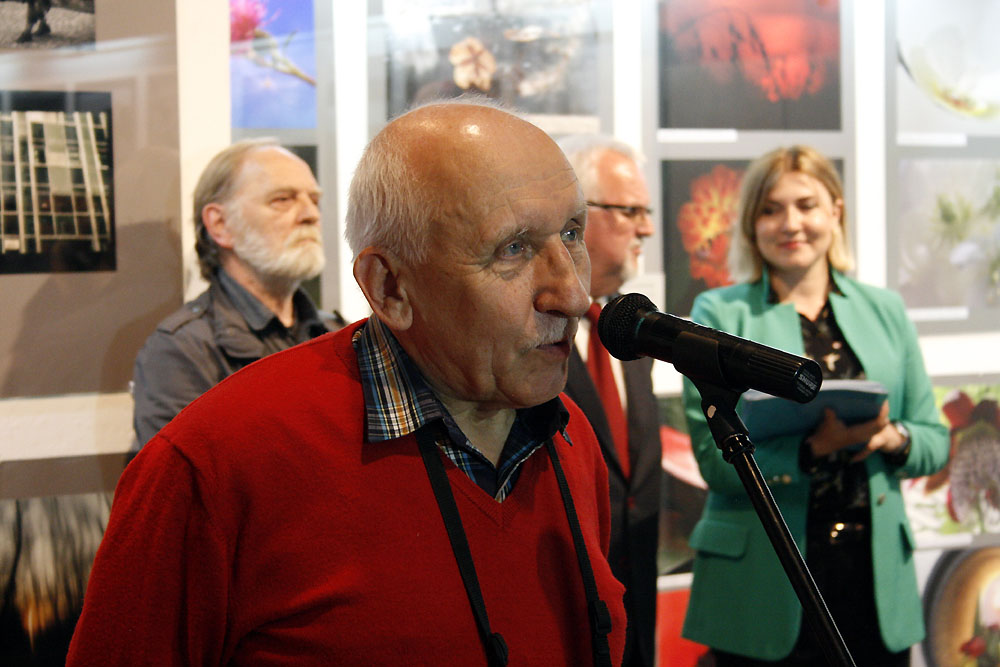
Zdzisław Świeca prezes RTF (1993–1995)

Rzeszowskie Towarzystwo Fotograficzne – stowarzyszenie fotograficzne, istniejące w latach 1965–1995, utworzone na bazie rzeszowskiego oddziału Polskiego Towarzystwa Fotograficznego, istniejącego w latach 1952–1958. Członek zbiorowy Federacji Amatorskich Stowarzyszeń Fotograficznych w Polsce, istniejącej w latach 1961–1989.

## Historia
Rzeszowskie Towarzystwo Fotograficzne zarejestrowano 27 sierpnia 1965 roku, na mocy decyzji Urzędu Spraw Wewnętrznych Wojewódzkiej Rady Narodowej w Rzeszowie. Pierwszym prezesem Zarządu RzTF został wybrany Zdzisław Postępski (kadencja na lata 1965–1967). Od 1969 roku Rzeszowskie Towarzystwo Fotograficzne dysponowało własnym lokalem, położonym przy ulicy Kościuszki – od 1974 roku nowym lokalem z własną przestrzenią wystawienniczą, położonym przy ulicy 3 maja (w Rzeszowie). W latach 1976–1977 RZTF było organizatorem konkursu fotograficznego o zasięgu ogólnokrajowym Dziecko, przemianowanego w 1978 roku na Ogólnopolskie Biennale Fotografii Artystycznej Dziecko. Biennale organizowano do 1987 roku. 
Rzeszowskie Towarzystwo Fotograficzne za działalność na niwie fotografii, upowszechnianie fotografii oraz propagowanie miasta Rzeszowa, było wielokrotnie wyróżniane (m.in. przez Ministerstwo Kultury i Sztuki – w latach 1966, 1982, 1989; przez Federację Amatorskich Stowarzyszeń Fotograficznych w Polsce – w latach 1985, 1986; przez Związek Polskich Artystów Fotografików – w 1989 roku).

## Działalność
Działalności Rzeszowskiego Towarzystwa Fotograficznego miała na celu kontynuację rozwoju ruchu fotograficznego zapoczątkowanego w latach 50. XX wieku przez rzeszowski oddział Polskiego Towarzystwa Fotograficznego. W latach wzmożonej aktywności RzTF (1980–1993) – stowarzyszenie liczyło około 70 członków, którzy aktywnie uczestniczyli w wielu krajowych i międzynarodowych konkursach fotograficznych w Polsce i za granicą, zdobywając wiele akceptacji, medali, nagród, wyróżnień, dyplomów, listów gratulacyjnych. Prezentowali swoje zdjęcia na wielu wystawach fotograficznych; indywidualnych, zbiorowych, poplenerowych; krajowych i międzynarodowych oraz pokonkursowych w Polsce i za granicą (m.in. w Rio de Janeiro – Brazylia 1987; Kopenhaga – Dania 1981; Gijon – Hiszpania 1984; Reus – Hiszpania 1981, 1982, 1983, 1985; Zagrzeb – Jugosławia 1981; Silves – Portugalia 1983; San Marino 1985; Ndola – Zambia 1978, 1979; Singapur 1979; Warszawa 1974, 1976, 1980, 1984, Łódź 1984; Poznań 1978, 1980, 1982, 1983, 1984). 
Szczególnie aktywnymi członkami RzTF byli m.in. Irena Gałuszka, Jerzy Jawczak, Krzysztof Neuberg, Zdzisław Postępski, Jacek Stankiewicz, Janusz Witowicz, Jerzy Wygoda, Jerzy Żak. Kilkoro członków Rzeszowskiego Towarzystwa Fotograficznego zostało przyjętych w poczet członków Związku Polskich Artystów Fotografików oraz Fotoklubu Rzeczypospolitej Polskiej Stowarzyszenia Twórców. Od 1983 roku Rzeszowskie Towarzystwo Fotograficzne współpracowało ze Związkiem Polskim Nowej Południowej Walii, w Maitland (Australia) – co zaowocowało autorskimi i zbiorowymi wystawami fotograficznymi członków RzTF, w Maitland oraz w Brisbane. 
W 1995 roku Rzeszowskie Towarzystwo Fotograficzne zakończyło działalność.

## Prezesi Zarządu RzTF
- Zdzisław Postępski (1965–1967)
- Jacek Fischer (1967–1972)
- Tadeusz Budziński (1972–1974)
- Zdzisław Postępski (1974–1982)
- Irena Gałuszka (1982–1993)
- Zdzisław Świeca (1993–1995)
- Robert Kozdraś (1995)

Źródło

## Członkowie RzTF w ZPAF
- Tadeusz Budziński (od 1974)[5]
- Irena Gałuszka (od 1996)[6]
- Jerzy Jawczak (od 1971)
- Zdzisław Postępski (od 1981)
- Janusz Witowicz (od 1984)[7]
- Jerzy Żak (od 1971)[8]

Źródło

## Członkowie RzTF w Fotoklubie RP
- Janusz Wojewoda (od 2010)[9]
- Jerzy Wygoda (od 1995)

Źródło